# Бахачалиев, Бахачали Газимагомедович
Бахачали Газимагомедович Бахачалиев (род. 22 декабря 1994 года) — российский боец смешанных боевых искусств, представитель полулёгкой весовой категории. Выступает на профессиональном уровне с 2013 года, известен выступлениями в лигах AMC Fight Nights, ACA. Чемпион мира по ММА (2015); чемпион России по ММА (2015); обладатель Суперкубка России по ММА (2015). 
Профессиональный игрок по спортивной мафии. Член Федерации по спортивной мафии России. В настоящее время резидент клуба «Место» г. Махачкала.

## Достижения
- Чемпион мира по ММА (Прага 2015[1]) — ;
- Чемпион России по ММА (Омск 2015[2]) — ;
- Суперкубок России по ММА (Челябинск 2015[3]) — ;
- Мастер спорта по ММА[4].
- 3 место в командном зачёте «Турнира госпожи Мэди 2024» в составе команды «Местные Титаны»[5].

## Статистика ММА
| Боёв 14         | Побед 8 | Поражений 4 |
| --------------- | ------- | ----------- |
| Нокаутом        | 2       | 0           |
| Сдачей          | 4       | 0           |
| Решением        | 2       | 4           |
| Ничьи           | 2       | 2           |
| Не состоявшихся | 0       | 0           |

| Результат | Рекорд | Соперник           | Способ                                      | Турнир                                             | Дата             | Раунд | Время | Место    | Примечание       |
| --------- | ------ | ------------------ | ------------------------------------------- | -------------------------------------------------- | ---------------- | ----- | ----- | -------- | ---------------- |
| Поражение | 8-4    | Амир Эльжуркаев    | Решением (единогласным)                     | ACA YE 23 - ACA Young Eagles 23: Grand Prix Finals | 25 декабря 2021  | 3     | 5:00  | Грозный  |                  |
| Победа    | 8-3    | Чао Хие            | Нокаутом (удар)                             | WLF - W.A.R.S. 38                                  | 17 сентября 2019 | 2     | 1:43  | Чжэнчжоу |                  |
| Поражение | 7-3    | Давлатманд Чупонов | Решением (единогласным)                     | Battle Promotion - Battle 2: Road To GFC           | 1 мая 2019       | 3     | 5:00  | Самара   |                  |
| Победа    | 7-2    | Игорь Жирков       | Решением (единогласным)                     | Fight Nights Global 90 Mineev vs. Ismailov         | 19 октября 2018  | 3     | 5:00  | Москва   |                  |
| Победа    | 6-2    | Руслан Серикпулов  | Сабмишном (обратное удушение треугольником) | FNG Fight Nights Global 83                         | 22 февраля 2018  | 2     | 3:26  | Москва   |                  |
| Победа    | 5-2    | Люцай Цуй          | Сабмишном ()                                | WBK WBK 13                                         | 9 апреля 2016    | 1     | 4:49  | Нинбо    |                  |
| Поражение | 4-2    | Руслан Яманбаев    | Решением (большинством судейских голосов)   | EFN - Fight Nights Dagestan                        | 25 сентября 2015 | 2     | 5:00  | Каспийск |                  |
| Поражение | 4-1    | Магомед Юнусилау   | Сабмишном (удары коленями)                  | Fight Nights - Battle of Moscow 19                 | 11 июня 2015     | 5     | 5:00  | Москва   |                  |
| Победа    | 4-0    | Дмитрий Лошманов   | Сабмишном (удушение сзади)                  | Fight Nights - Fight Club 4                        | 26 марта 2015    | 1     | 1:28  | Москва   |                  |
| Победа    | 3-0    | Залим Кудаев       | Решением (единогласным)                     | Fight Nights - Fight Club 2                        | 12 марта 2015    | 2     | 5:00  | Москва   |                  |
| Победа    | 2-0    | Виктор Хуан Монтес | Сабмишном (удушение треугольником)          | Fight Nights - Krepost Selection 3                 | 15 февраля 2014  | 1     | 2:19  | Москва   |                  |
| Победа    | 1-0    | Руслан Гусейнов    | Техническим нокаутом (удары)                | ODFC Open Dag Fighting Championship 5              | 20 сентября 2013 | 1     | 4:16  | Дагестан | Дебют в проф ММА |